# Ngày Ong Thế giới

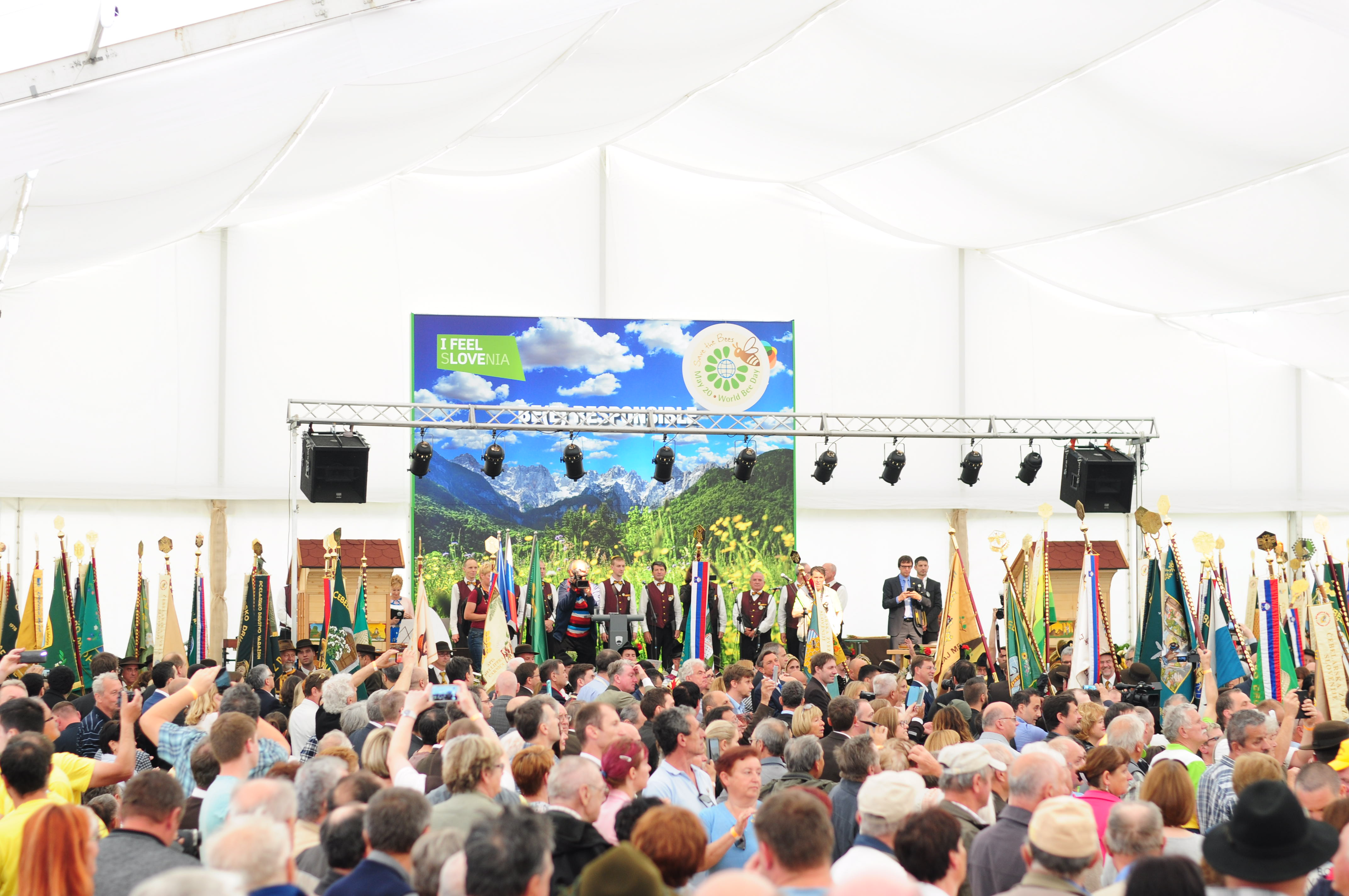
Lễ kỷ niệm Ngày Ong Thế giới năm 2018 ở Breznica, Slovenia

Ngày Ong Thế giới là ngày lễ quốc tế được cử hành vào ngày 20 tháng 5 hàng năm. Do đây cũng chính là ngày chào đời của người tiên phong trong nghề nuôi ong là Anton Janša vào năm 1734.
Mục đích của ngày lễ quốc tế này nhằm thừa nhận vai trò của ong và các loài thụ phấn khác đối với hệ sinh thái.
Các nước thành viên Liên Hợp Quốc đã chấp thuận đề xuất của Slovenia về việc tuyên bố ngày 20 tháng 5 là Ngày Ong Thế giới vào tháng 12 năm 2017.